# Pastel de nata

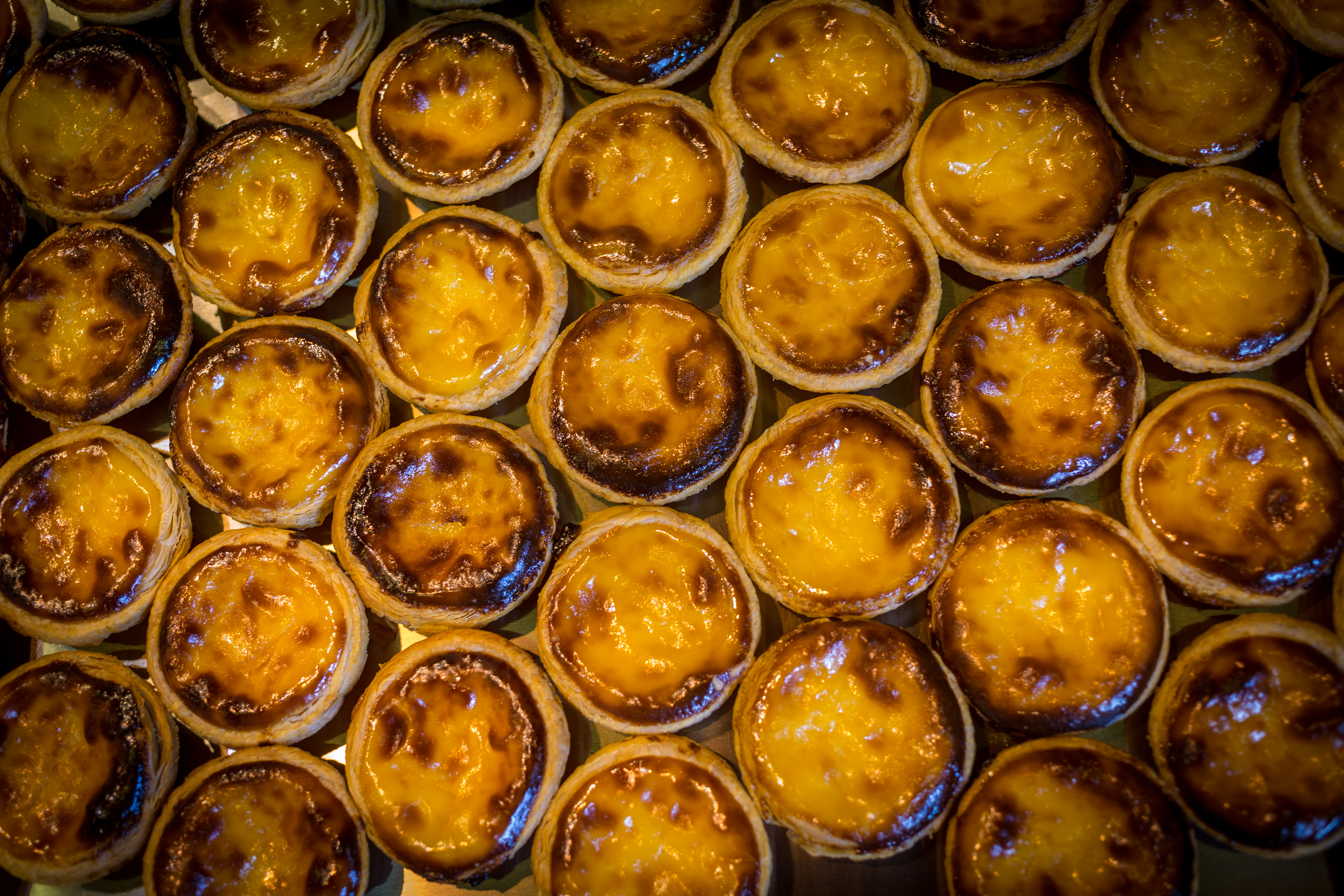
Pastéis de Belém

De pastéis de nata of pastéis de Belém (letterlijk: pasteitjes uit Belém/pasteitjes van room; enkelvoud: pastel de Belém/nata) is een van de bekendste zoetigheden uit de Portugese keuken. Ze zijn te verkrijgen in veel cafés en banketbakkerijen in Portugal, maar het oorspronkelijke recept is geheim.
Dat recept is in handen van de Fábrica dos Pastéis de Belém in Lissabon. De Pastéis de Belém krijgen hun karakteristieke kleurschakering door het bakken in de oven op een hoge temperatuur.

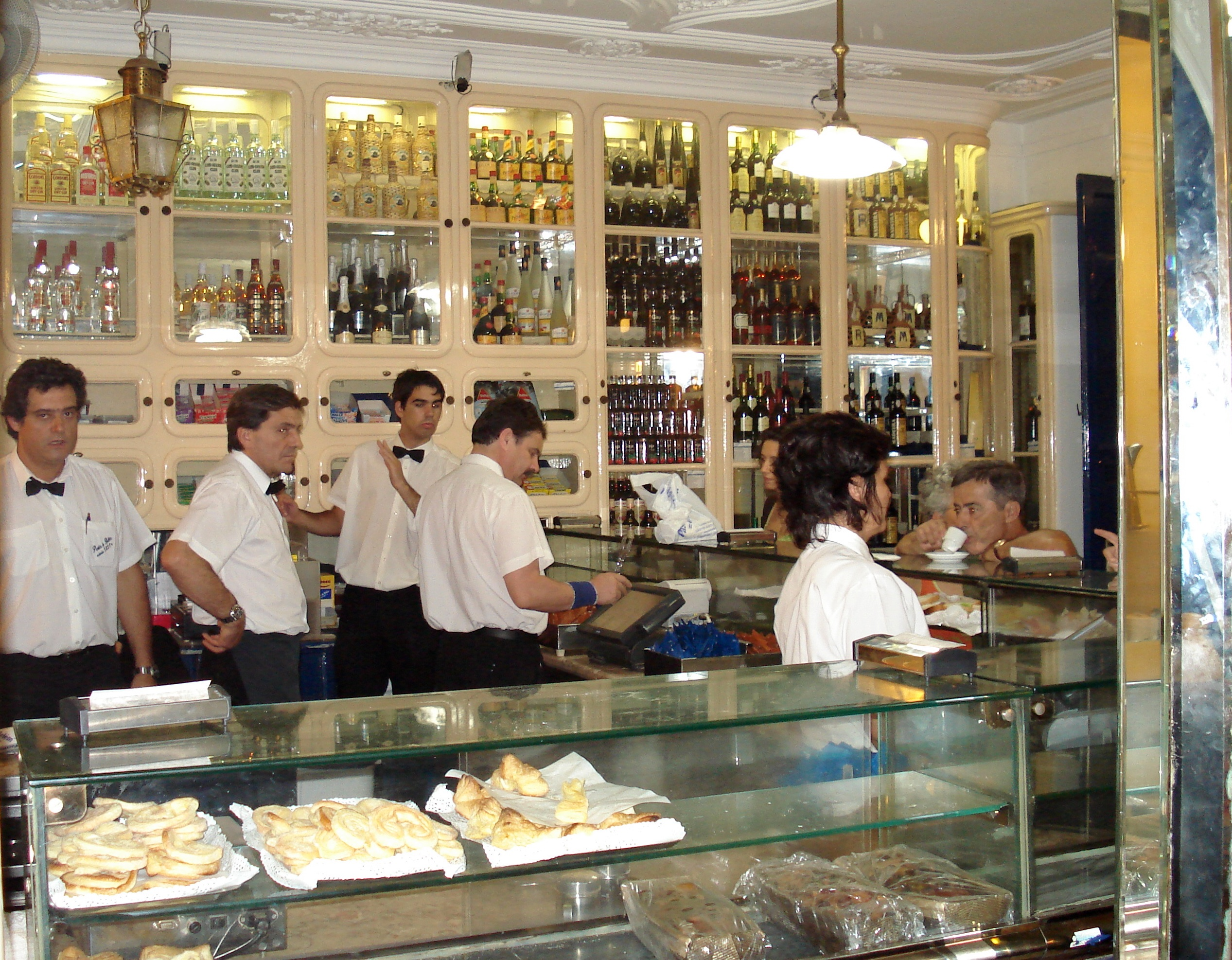
De Fábrica dos Pastéis de Belém van binnen

De eerste pastéis de Belém werden al in 1837 verkocht in Belém, wat in die tijd nog ver buiten de stad lag. De pastéis de Belém groeiden uit tot een van de populairste lekkernijen van Portugal. Traditiegetrouw worden de pastéis  warm gegeten met kaneel en poedersuiker en een espresso. Ze zijn te vergelijken met crème brûlée of crema catalana.